# Hans Carl von Zwierlein

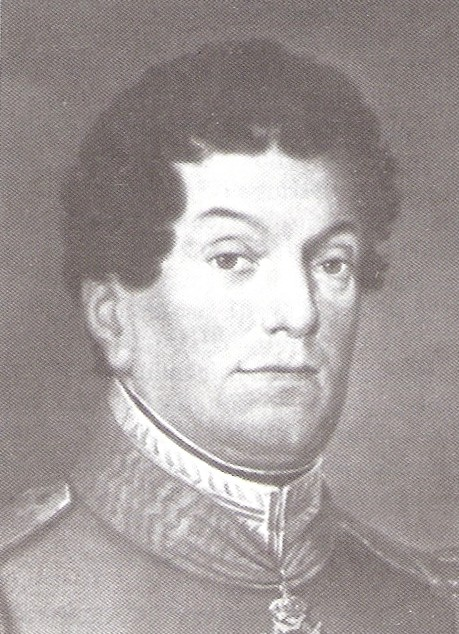
Hans Carl von Zwierlein

Hans Carl (auch Karl) Freiherr von Zwierlein (* 3. Januar 1768 in Wetzlar; † 9. Juni 1850 in Geisenheim) war ein Kunstsammler, Jurist, nassauischer Gutsherr und Politiker und ehemaliger Abgeordneter der Landstände des Herzogtums Nassau.

## Familie
Hans Carl von Zwierlein stammt aus einer Juristenfamilie, dem Adelsgeschlecht Zwierlein. Sein Großvater, Johann Jacob Freiherr von Zwierlein war promovierter Jurist, Advokat und Prokurator am Reichskammergericht. Aus dessen Ehe mit Dorothea Friederike geborene von Wahl genannt Hubin von Gülchen ging der Vater von Hans Carl von Zwierlein hervor, Christian Jacob Freiherr von Zwierlein, der wie sein Vater promovierter Jurist, Advokat und Prokurator am Reichskammergericht wurde. Dieser heiratete am 2. Mai 1766 in Wetzlar Christine Friederike geborene von Hopfer (* 4. Oktober 1749; † 15. April 1823 in Langsdorf), die Tochter des preußischen Geheimrats Johann Friedrich Erasmus von Hopfer und dessen Frau Christine Elisabeth geborene Wolf von Schlimmenberg.
Hans Carl von Zwierlein heiratete 1801 in Wetzlar in erster Ehe Maria Magdalena, geborene von Gülich (* 10. Juli 1772 in Wetzlar; † 5. Januar 1843 in Geisenheim), die Tochter des Advokaten und Prokurator am Reichskammergericht, Johann Philipp Gottfried von Gülich und dessen Frau Marianne geborene Rüding. Aus der Ehe ging der Sohn Hans Constantin von Zwierlein hervor, der ebenfalls nassauischer Parlamentspräsident werden sollte.
Nach dem Tod seiner ersten Frau heiratete er am 14. Februar 1844 in zweiter Ehe die Dichterin Adelheid von Stolterfoth (1800–1875).

## Leben
Hans Carl von Zwierlein studierte Rechtswissenschaften an der Universität Göttingen und schloss das Studium mit der Promotion zum Dr. jur. ab. 1787 machte er eine Ausbildung in der väterlichen Kanzlei, wurde 1789 Advokat und war 1793–1806 Prokurator am Reichskammergericht. Danach lebte er als Alleinbesitzer des Zwierleinschen Hofs in Geisenheim.
Am 27. September 1790 wurde er in der Reichs- und kurbayerischen Freiherrenstand erhoben. 1794 wurde er zum Geheimen Kriegsrat und nassauischen Kammerherren ernannt.
Zwischen 1818 und 1847 war er Mitglied der ersten Kammer der Landstände des Herzogtums Nassau. 1818 bis 1831 (wobei er 1829 nicht anwesend war) war er gewähltes Mitglied, 1831 wurde er zum Mitglied auf Lebenszeit ernannt (1843 war er erneut nicht anwesend). Seinen Sitz als gewähltes Mitglied übernahm Adolf Carl Raitz von Frentz. 1838 war er Präsident der ersten Kammer. 1819 sprach er sich gegen die ersatzlose Aufhebung der Zünfte aus und befürwortete 1831 den Beitritt Nassaus zum preußischen Zollverein. 1848 war er Mitglied des Vorparlaments.
Er war bekannt als Sammler kirchlicher Kunst.